# کامچاتکا (رود)
کامچاتکا (به روسی: Камча́тка) رودی است به درازای ۷۵۸ کیلومتر که در شبه‌جزیره کامچاتکا در خاور دور روسیه جریان دارد. این رود که در منطقه‌ای آتشفشانی جاری است بزرگترین رود کامچاتکا و دومین رود مهم از نظر تخم‌ریزی ماهیان آزاد قرمز آسیایی است.

## مشخصات
رود کامچاتکا از بخش مرکزی رشته‌کوه‌های سردینی واقع در شبه‌جزیرهٔ کامچاتکا سرچشمه گرفته و به سمت شمال و سپس شرق جریان می‌یابد تا در نهایت به دریای برینگ در اقیانوس آرام شمالی بریزد. این رودخانه در فاصلهٔ ماه‌های نوامبر تا مه یخ می‌زند و تنها در مناطقی که چشمه‌های آب گرم دارد یخ‌نزده باقی می‌ماند.
از رود کامچاتکا برای انتقال الوار استفاده می‌شود و بندر اوست-کامچاتسک در دهانهٔ این رودخانه قرار دارد. مساحت حوضهٔ آبریز رود کامچاتکا ۵۵٬۹۰۰ کیلومتر مربع است.